# V-31 (Spanje)

De V-31

De V-31 of Pista de Silla is een autovía in Valencia. De zestien kilometer lange snelweg sluit aan op de CV-30 en vormt de zuidelijke toegang tot Valencia vanaf de A-7 in Silla. 